# キング オブ 男!
『キング オブ 男!』（キング オブ おとこ）は、関ジャニ∞の楽曲。2014年2月19日にインペリアルレコードから27作目のシングルとして発売された。

## 概要
- 前作『ひびき』から約1か月振りのリリース。シングル3か月連続リリースの第3弾[14]。
- CDは初回限定盤A・B、通常盤の3形態で発売。
- 表題曲「キング オブ 男!」は、熱い魂が込められた男くさい歌詞を歌い上げたロックナンバーとなっている[11][12]。
  - 同曲は、生田斗真が主演する東宝配給映画『土竜の唄 潜入捜査官REIJI』の主題歌である[11][12]。
  - 同曲は、湘南乃風の若旦那からの楽曲提供である[11][12]。
  - メンバーの村上信五は「関ジャニ∞としては、これほどまっすぐに男を意識した楽曲を歌うのははじめてなので、日本男児らしく"夢を追い求め愛する人を守る男の魂"を僕らなりに映画にぶつけてみました」とコメントした[12]。
  - 同映画で主演を務める生田斗真は「自分の主演映画のテーマソングを昔馴染みの関ジャニ∞が歌ってくれる事、とても感慨深く、心強く思います。カッチョいい曲をありがとう！」とコメントした[12]。
  - 同映画のプロデューサーである上原寿一は「圧倒的なパワーで観た人に元気を与えられるような、火の玉みたいな映画にしたいと思い、今日本で一番元気があふれているアーティストとして、真っ先に関ジャニ∞さんが思い浮かびました」と主題歌の起用理由を語った[11]。
  - 同映画の監督である三池崇史は「『土竜+関ジャニ∞+若旦那=ホーキンス博士』みたいな…… この曲はブラックホール並みにヤベェぞ」とコメントした[12]。
  - 以降、同映画シリーズの主題歌を第2作『土竜の唄 香港狂騒曲』の「NOROSHI」[15]、最終作『土竜の唄 FINAL』の「稲妻ブルース」[16]と3作連続で担当した。
  - 2014年1月19日、自身のライブツアー『KANJANI∞ LIVE TOUR JUKE BOX』の千秋楽である大阪・京セラドーム大阪公演にて同曲が初披露された[17][18]。
  - 2016年12月7日、自身がフジテレビ系『2016 FNS歌謡祭』に出演。その際に、次作主題歌である「NOROSHI」と同曲をメドレーで披露し、同曲披露時には、同映画で主演を務めた生田斗真が客席からサプライズ出演し、計8人で同曲のダンスを披露した[注 2][19]。
- その他、全形態共通のカップリングとして「夢列車」、通常盤のカップリングとして「アネモネ」を収録[13]。
- 初回限定盤には特典DVDを付属。
  - 初回限定盤Aには、表題曲「キング オブ 男!」のミュージック・ビデオとメイキング映像を収録[13]。
    - 同MVは、上述の映画の監督である三池崇史と、これまでも『8UPPERS FEATURE MUSIC FILM』等で関ジャニ∞の作品にこれまでも関わってきた中村哲平監督の合作であり、原案は中村が、主に乱闘シーンは三池が担当した[20]。
    - 上述映画のパラレルワールドとして描かれている。
    - 初回限定盤Bには、同MVのキャラクター設定を解説したガイドブックが付属された[20]。

  - 初回限定盤Bには、前述のライブツアー『KANJANI∞ LIVE TOUR JUKE BOX』での表題曲の初披露時のLIVE映像とオープニング & メイキング映像を収録[13]。
    - 同映像と同様の映像は10thライブDVD/Blu-ray『KANJANI∞ LIVE TOUR JUKE BOX』のBlu-ray盤の特典映像として収録されている。
- 本作の初回限定盤または通常盤をCDショップ対象店にて1枚購入につき、ロゴピンバッジ・オリジナルポスター・オリジナルステッカーシートのいずれかが当たる店頭抽選会が実施された[21]。
- 初回限定盤と通常盤の初回プレス分には、本作と前作『ココロ空モヨウ』『ひびき』の連動企画として、2014年5月17日・18日に東京・東京グローブ座、同月24日・25日に大阪・森ノ宮ピロティホールで開催された10周年記念イベント『関ジャニ∞の会2014』[22][23][24]と、クリアファイル3枚セット（「ココロ空モヨウ」「ひびき」「キング オブ 男!」デザイン）のどちらかに応募できる「シングル3タイトル連動応募券」が封入された[25]。
- 2024年1月1日、デビュー20周年を記念し、過去にリリースされた全楽曲が各種音楽ダウンロードサービス、サブスクリプションサービスで配信されることに伴い、表題曲「キング オブ 男!」がベストアルバム『GR8EST』およびアルバム『8BEAT』の収録曲[注 3]、同年1月24日には同曲がアルバム『関ジャニズム』の収録曲として配信開始され、同年1月31日には本作の全収録曲の配信も開始された[26][27][28]。

### 各形態概要
| 曲名     | 形態  | 形態  | 形態 |
| 曲名     | 初回A | 初回B | 通常 |
| -------- | ----- | ----- | ---- |
| 夢列車   | ○     | ○     | ○    |
| アネモネ | ×     | ×     | ○    |

| 特典内容 | 形態                   |
| --- | ---------------------- |
| 店舗抽選会 - A賞：関ジャニ∞ロゴピンバッジ - B賞：キング オブ 男! ポスター（サイズ：タテ297×ヨコ840mm） - C賞：キング オブ 男! ステッカーシート（サイズ：B6） | 全形態（初回プレス分） |
| シングル3タイトル連動応募券 | 全形態（初回プレス分） |
| 特典DVD（詳細は#特典DVDを参照） | 初回限定盤A            |
| デジパック仕様 | 初回限定盤A            |
| 特典DVD（詳細は#特典DVDを参照） | 初回限定盤B            |
| デジパック仕様 | 初回限定盤B            |
| Music Clipガイドブック | 初回限定盤B            |
| 三方背ケース仕様 | 通常盤（初回プレス分） |
| KING OF CALENDAR CARD | 通常盤（初回プレス分） |

## 販売形態
- 発売日：2014年2月19日
  - 初回限定盤A（TECI-849：CD+DVD）
    - デジパック仕様
    - シングル3タイトル連動応募券封入

  - 初回限定盤B（TECI-850：CD+DVD）
    - デジパック仕様
    - Music Clipガイドブック封入
    - シングル3タイトル連動応募券封入

  - 通常盤（TECI-851：CD）
    - 三方背ケース仕様（初回プレス盤のみ）
    - KING OF CALENDAR CARD封入（初回プレス盤のみ）
    - シングル3タイトル連動応募券封入（初回プレス盤のみ）
- 発売日：2015年7月1日
  - 通常盤：再発売（JACA-5543：CD）
    - 自身の所属レコード会社を『テイチクエンタテインメント』から『INFINITY RECORDS』へ移籍したため、INFINITY RECORDSより再発売。
- 発売日：2019年7月12日
  - 通常盤：十五催ハッピープライス盤（JSNC-1527：CD）
    - 自身の配信アプリ『関ジャニ∞アプリ』対応のため、15%オフでの再発売。
- 発売日：2024年1月31日
  - 配信作品
    - デビュー20周年を記念した音楽ダウンロードサービスおよびサブスクリプションサービスでの配信[26][27][28]。

## チャート成績

### シングルチャート順位
- オリコンチャート
  - 初週352,888枚を売り上げ、2014年3月3日付の「オリコン週間 CDシングルランキング」で週間1位を獲得した[1][2]。
    - 14作連続、通算22作目のシングル1位となった[1]。
    - 初動売上が30万枚を突破するのは21stシングル『ER』以来、7作振り3回目である。
    - 本作発売当時最高だった9thシングル『無責任ヒーロー』の初動34.8万枚を上回り、自己最高初動売上を更新した[1]。

  - 累計373,649枚を売り上げ、2014年2月度「オリコン月間 CDシングルランキング」で月間3位を獲得した[3]。
  - 累計388,826枚を売り上げ、2014年度「オリコン上半期 CDシングルランキング」で上半期10位を獲得した[4]。
  - 累計389,313枚を売り上げ、2014年度「オリコン年間 CDシングルランキング」で年間17位を獲得した[5]。
- Billboard JAPAN
  - 2014年2月26日公開の「Billboard JAPAN Top Singles Sales」で週間1位を獲得した[7]。
  - 2014年度「Billboard Japan Top Singles Sales Year End」で年間5位を獲得した[9]。
    - 同チャートで自身のシングルがトップ5に入るのは初である。

### 各曲チャート順位
- Billboard JAPAN
  - 2014年2月26日公開の「Billboard Japan Hot 100」で表題曲「キング オブ 男!」が週間1位を獲得した[6]。
  - 2014年度「Billboard Japan Hot 100」で表題曲「キング オブ 男!」が上半期7位を獲得した[8]。
  - 2014年度「Billboard Japan Hot 100 Year End」で表題曲「キング オブ 男!」が年間13位を獲得した[10]。

## 収録曲

### CD
※「アネモネ」以降、通常盤・配信作品のみ収録。
1. キング オブ 男! - [4:08]
作詞：若旦那 (from 湘南乃風)
作曲：TAKESHI
編曲：久米康嵩
  - 東宝配給映画『土竜の唄 潜入捜査官REIJI』主題歌[11][12]
  - 湘南乃風の若旦那からの楽曲提供[11][12]。
  - 2014年から中日ドラゴンズの大島洋平の登場曲として使用されている。
  - 10thアルバム『8BEAT』初回限定 -Road to Re:LIVE- 盤にて5人で再録したバージョンを収録[29]。
2. 夢列車 - [4:21]
作詞・作曲：GAKU
編曲：久米康嵩
3. アネモネ - [4:40]
作詞：U-Ka
作曲・編曲：高橋浩一郎
4. キング オブ 男! (オリジナル・カラオケ)
5. 夢列車 (オリジナル・カラオケ)
6. アネモネ (オリジナル・カラオケ)

### 特典DVD

#### 初回限定盤A
| #         | タイトル                            | 作詞  | 作曲・編曲 | 時間  |
| --------- | ----------------------------------- | ----- | ---------- | ----- |
| 1.        | 「キング オブ 男!」(Music Clip)     |       |            | 5:23  |
| 2.        | 「キング オブ 男!」(メイキング映像) |       |            | 23:09 |
| 合計時間: | 合計時間:                           | 28:32 |            |       |

#### 初回限定盤B
| #         | タイトル             | 作詞  | 作曲・編曲 | 時間 |
| --------- | -------------------- | ----- | ---------- | ---- |
| 1.        | 「オープニング映像」 |       |            | 2:14 |
| 2.        | 「ライブ映像」       |       |            | 3:47 |
| 3.        | 「メイキング映像」   |       |            | 8:11 |
| 合計時間: | 合計時間:            | 14:12 |            |      |

## 楽曲提供者
- 若旦那（湘南乃風）
  - 「キング オブ 男!」(作詞)

## 参加ミュージシャン
※アルバム『関ジャニズム』のクレジットより。
キング オブ 男!
- Drums：濵﨑大地
- E.Bass：松田"FIRE"卓己
- Strings：RUSH by 加藤高志
- E.Guitar / all other instruments：大西省吾

## 収録作品

### アルバム
キング オブ 男!
- 7thアルバム『関ジャニズム』
- 2ndベストアルバム『GR8EST』
- 10thアルバム『8BEAT』（初回限定 -Road to Re:LIVE- 盤）

※5人の再録バージョンを収録。
- 配信限定アルバム『関ジャニ∞のいろは』

※5人の再録バージョンおよび1ハーフバージョンを収録。
- 配信限定アルバム『関ジャニ∞のいろは2023』

※5人の再録バージョンおよび1ハーフバージョンを収録。

アネモネ
- 2ndベストアルバム『GR8EST』（201∞限定盤 特典CD）

※メドレーの1曲として収録。
- 配信限定ライブアルバム『18祭 "もぎたてホヤホヤ" LIVE音源』

※5人のライブ音源を収録。

### 映像作品

#### ライブ映像
キング オブ 男!
- 10thライブDVD/Blu-ray『KANJANI∞ LIVE TOUR JUKE BOX』（Blu-ray盤）
- 11thライブDVD/Blu-ray『十祭』
- 12thライブDVD/Blu-ray『関ジャニズム LIVE TOUR 2014≫2015』
- 14thライブDVD/Blu-ray『関ジャニ∞の元気が出るLIVE!!』
- 15thライブDVD/Blu-ray『関ジャニ∞リサイタル 真夏の俺らは罪なヤツ』
- 16thライブDVD/Blu-ray『関ジャニ'sエイターテインメント』
- 17thライブDVD/Blu-ray『関ジャニ'sエイターテインメント ジャム』
- 18thライブDVD/Blu-ray『関ジャニ'sエイターテインメント GR8EST』
- 44thシングル『Re:LIVE』（期間限定盤B 特典DVD）
- 20thライブDVD/Blu-ray『KANJANI'S Re:LIVE 8BEAT』（完全生産限定-Road to Re:LIVE-盤 特典DVD/Blu-ray）
- 24thライブBlu-ray/DVD『超DOME TOUR 二十祭』

夢列車
- 44thシングル『Re:LIVE』（期間限定盤B 特典DVD）
- 22ndライブBlu-ray/DVD『KANJANI∞ DOME LIVE 18祭』
- 24thライブBlu-ray/DVD『超DOME TOUR 二十祭』

アネモネ
- 21stライブDVD/Blu-ray『KANJANI∞ STADIUM LIVE 18祭』

#### ミュージック・ビデオ
キング オブ 男!
- 2ndベストアルバム『GR8EST』（完全限定豪華盤 特典DVD）